# 车站广场 (科尔马)

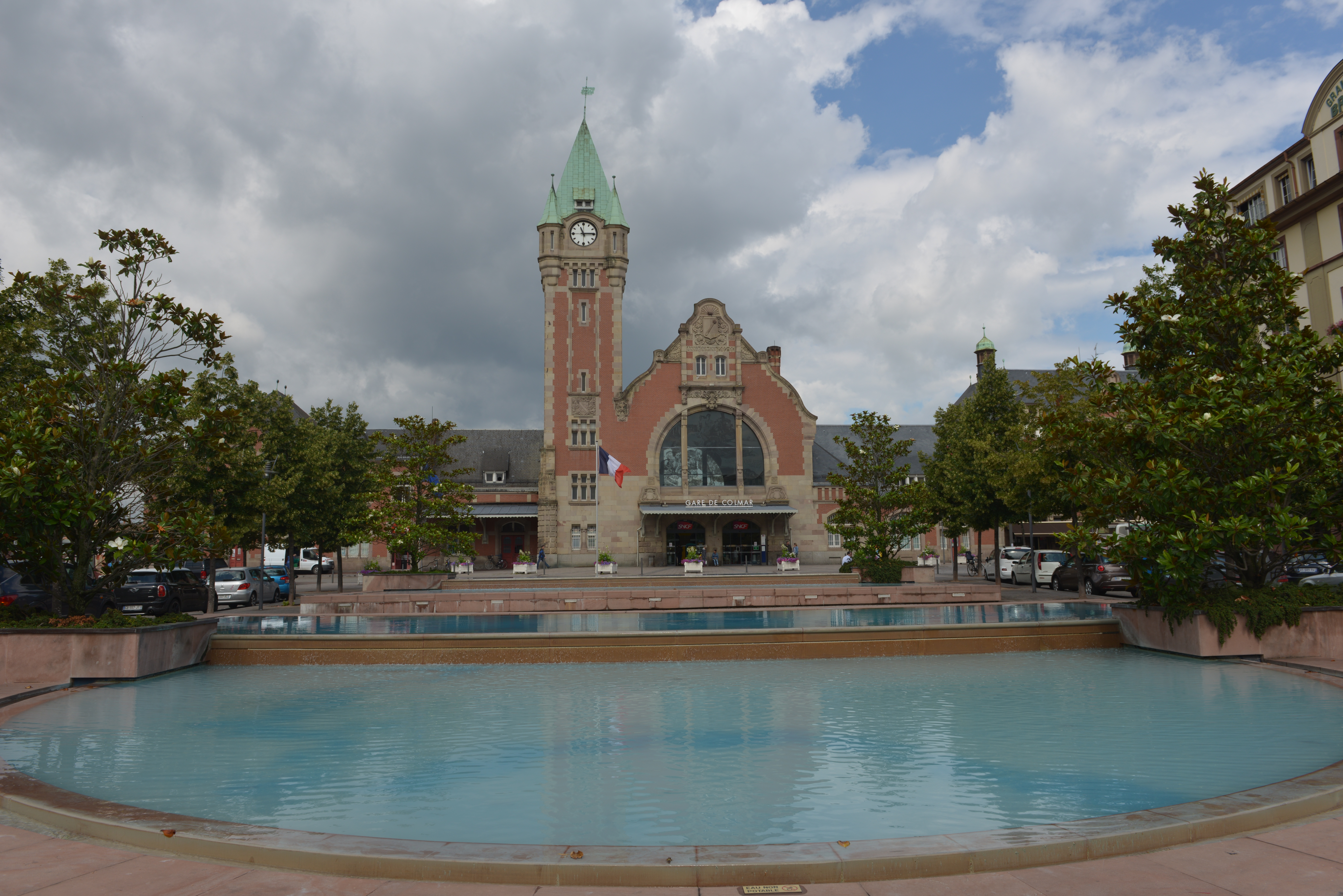

车站广场（Place de la Gare）是法国阿尔萨斯上莱茵省科尔马的一个公共广场，位于南区，可经由雷蒙德-庞加莱大道（Avenue Raymond-Poincaré）、共和国大道（avenue de la République）和鲁法路（route de Rouffach）进入。

## 名称
广场的名字来源于科尔马站。

## 建筑
车站广场上有一座非凡的建筑，即9号科尔马站(1905年)，1984年列为法国历史遗迹。

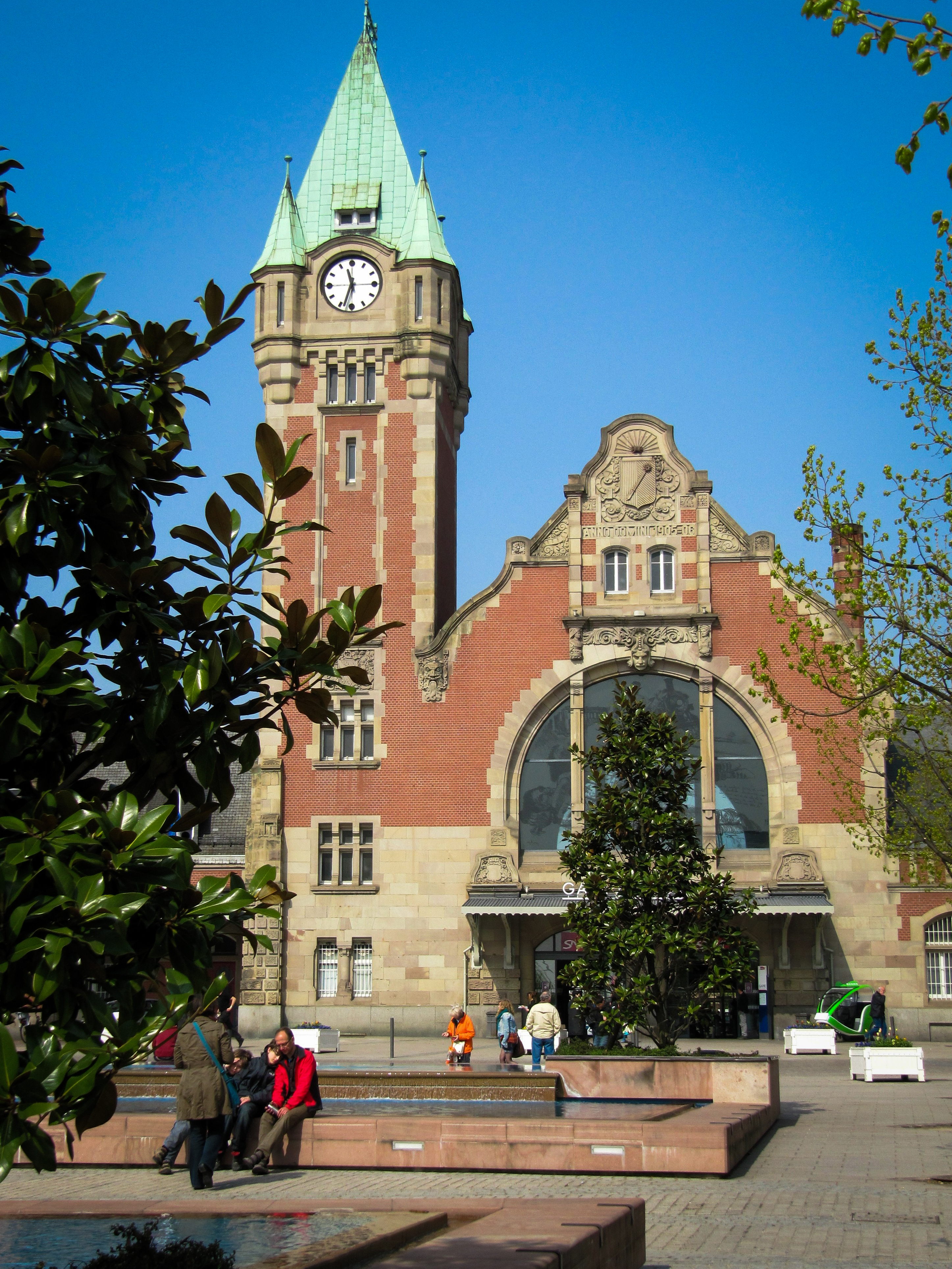
科尔马站